# A51 (Groot-Brittannië)
De A51 is en 126 km langen weg in Engeland.
De weg verbindt Chester via Lichfield en Tamworth met Kingsbury.

## Hoofdbestemmingen
- Tarvin
- Rugeley
- Lichfield
- Tamworth